# Cyrkuł siedlecki

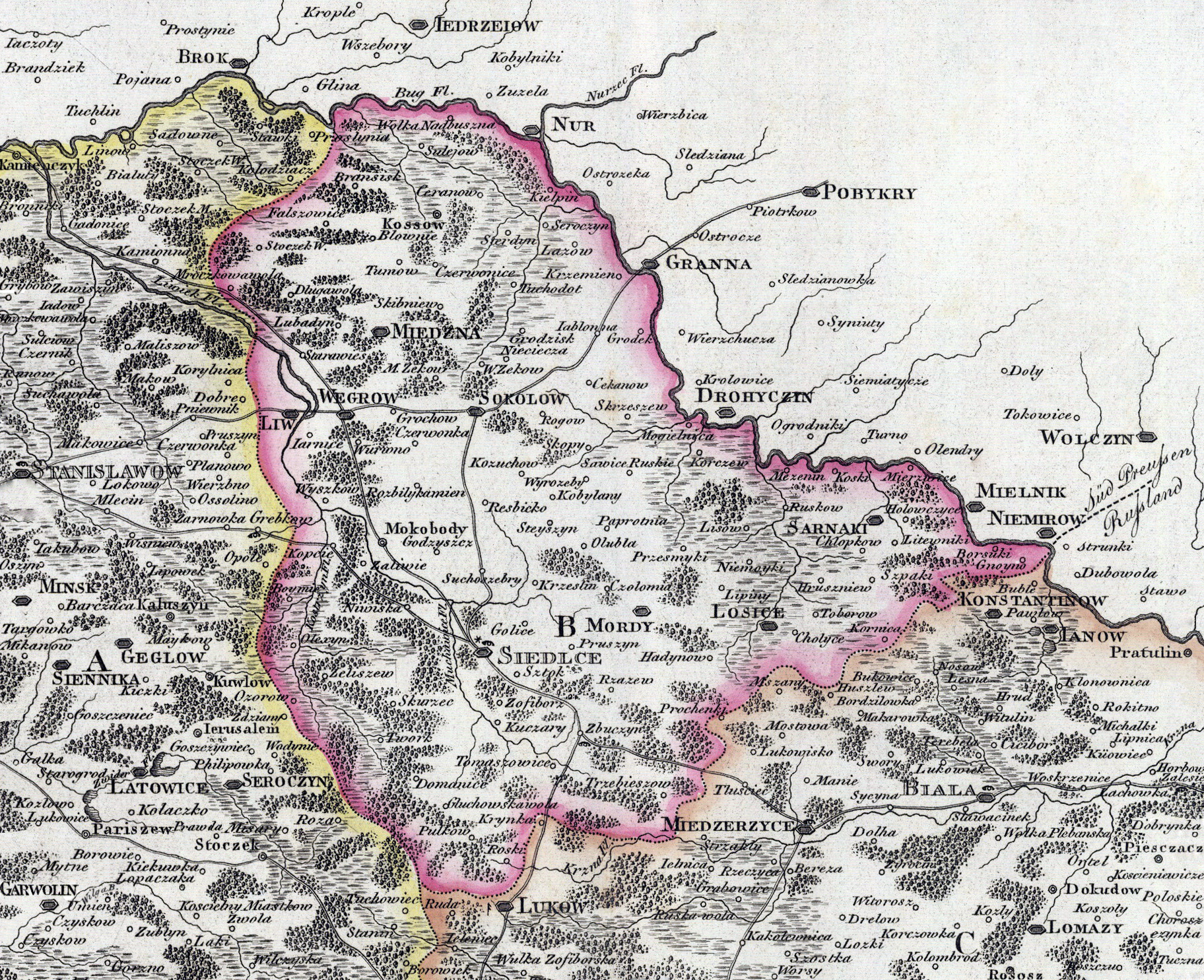
Cyrkuł siedlecki w granicach z początku 1803 - po likwidacji cyrkułu radzyńskiego w 1802 a przed połączeniem z cyrkułem wiązowieńskim w listopadzie 1803

Cyrkuł siedlecki (niem. Siedlcer Kreis) – jednostka administracyjna Cesarstwa Austrii w latach 1796–1809: 1796–1803 w Nowej Galicji, 1803–1809 w Królestwie Galicji i Lodomerii. Powstał na części obszaru zagarniętego przez Austrię wskutek III rozbioru Polski. Siedzibą cyrkułu były Siedlce.

## Historia

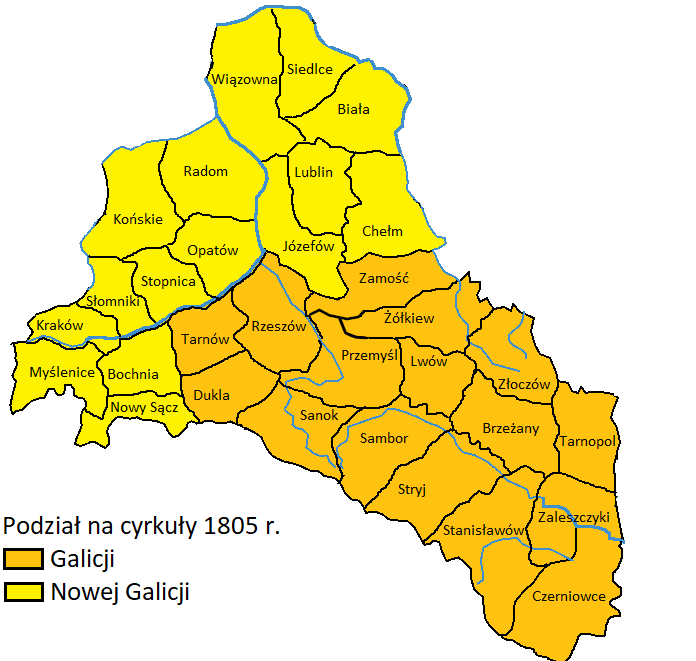
Cyrkuł siedlecki w odsłonie z lat 1802–1803 (nie 1805, jak podaje mapa)

Cyrkuł siedlecki był jednym z 12 cyrkułów Nowej Galicji, podporządkowanych początkowo Zachodnio-Galicyjskiej Nadwornej Komisji Urządzającej powstałych na podstawie rozporządzenia tejże komisji z 18 lipca 1796. W 1797 podporządkowany Gubernium Krajowemu dla Galicji Zachodniej w Krakowie.
Według przeprowadzonego na początku 1797 spisu ludności, cyrkuł siedlecki liczył 129 429 mieszkańców, w tym 117 092 chrześcijan i 12 337 Żydów.
W 1802 roku w granice cyrkułu siedleckiego zostały włączone skrawki zlikwidowanego cyrkułu radzyńskiego (łukowskiego).
- Miasta (1803): Liw, Łosice, Miedzna, Mordy, Sarnaki, Siedlce, Sokołów, Węgrów;
- Miasteczka (1803): Kossów, Mokobody[3][4].

Na podstawie dekretu cesarza Franciszka II z 13 maja 1803, z dniem 1 listopada 1803 Nowa Galicja została podporządkowana Gubernium Galicji we Lwowie. Wtedy też dokonano zmniejszenia liczby cyrkułów o połowę łącząc ze sobą sąsiednie cyrkuły. Każdy cyrkuł był podzielony na trzy okręgi. Zniesiony cyrkuł siedlecki wszedł wtedy (wraz ze zniesionym dotychczasowym cyrkułem wiązowieńskim) w skład nowego, dużego cyrkułu siedleckiego z siedzibą w Siedlcach. Został podzielony na okręgi Garwolin, Siedlce i Stanisławów.
Cyrkuł siedlecki pozostał jednym z 6 cyrkułów Nowej Galicji, podległych Gubernium Galicji we Lwowie. Według spisu ludności z 1808 cyrkuł siedlecki w nowych granicach liczył 210 378 mieszkańców.
14 października 1809 wraz z większością Nowej Galicji włączony do Księstwa Warszawskiego i wkrótce zlikwidowany na mocy dekretu królewskiego z dnia 17 kwietnia 1810, w wykonaniu wcześniejszego dekretu z 24 lutego 1810 dotyczącego rozciągnięcia Konstytucji i administracji Księstwa Warszawskiego na tereny dawnej Nowej Galicji przyłączonej do Księstwa Warszawskiego. Wszedł w skład departamentu siedleckiego.